# ولادیمیر اسمیچر
ولادیمیر اسمیچر (به چکی: Vladimír Šmicer) (زاده ۲۴ مه ۱۹۷۳ در دییچین) هافبک هجومی سابق تیم ملی فوتبال چک و باشگاه لیورپول است. شهرت وی بخاطر گلی است که در فینال لیگ قهرمانان اروپا وارد دروازه میلان کرد. او همچنین آخرین ضربه پنالتی تیمش را وارد دروازه میلان کرد که تاثیر بسیاری در کسب پنجمین قهرمانی اروپایی لیورپول داشت.